# Tân Dĩnh
Tân Dĩnh là một xã thuộc tỉnh Bắc Ninh, Việt Nam.

## Địa lý
Xã Tân Dĩnh có vị trí địa lý:
- Phía đông giáp các xã Lục Nam và Bảo Đài
- Phía tây giáp các phường Tân Tiến và Bắc Giang
- Phía nam giáp phường Tân An và xã Bắc Lũng
- Phía bắc giáp các xã Mỹ Thái và Lạng Giang.

Xã Tân Dĩnh có diện tích 31,96 km², dân số 35.334 người, mật độ dân số đạt 1.105 người/km².

## Lịch sử
Ngày 16 tháng 6 năm 2025, Ủy ban Thường vụ Quốc hội ban hành Nghị quyết số 1658/NQ-UBTVQH15 của UBTVQH về việc sắp xếp các đơn vị hành chính cấp xã của tỉnh Bắc Ninh năm 2025. Theo đó, sắp xếp toàn bộ diện tích tự nhiên, quy mô dân số của các xã Tân Dĩnh, Thái Đào và Đại Lâm thành xã mới có tên gọi là xã Tân Dĩnh.